# Nicolai Munch-Hansen

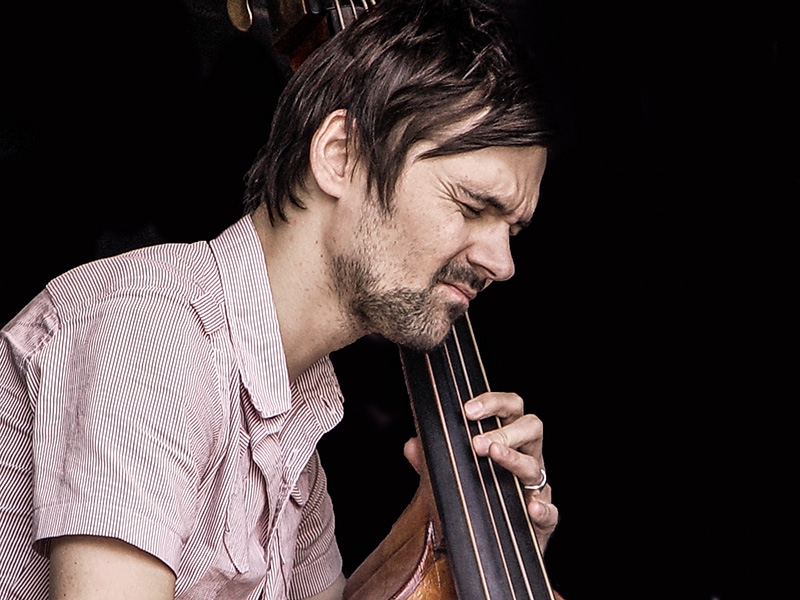
Nicolai Munch-Hansen

Nicolai Munch-Hansen (1977 – 20 februari 2017) was een Deense jazz- en rockmuzikant die contrabas en elektrische basgitaar speelde.

## Biografie
Munch-Hansen werkte vanaf de jaren 90 in de Deense rock- en jazzscene, onder meer met John Tchicai, Kresten Osgood, Nikolaj Nørlund, Tim Christensen, Jens Unmack, Caroline Henderson, Steffen Brandt, het Brande International Music Workshop Orchestra met Marilyn Mazur (A Story of Multiplicity, 1997), Rokia Traoré en met Hans Ulrik. Tevens speelde hij in de bluesgroep van zijn vrouw Kira Skov. In 2010 kwam hij met zijn debuutalbum Chronicles (Stunt Records), waaraan Jakob Bro, Søren Kjærgaard, Ned Ferm en Mads Hyhne meewerkten. Hij nam ook een album met de alternative-rockzanger Peter Laugesen op. In de jazz nam hij in de jaren 1996-2012 deel aan elf opnamesessies.
Munch-Hansen overleed aan een fatale combinatie van drugs en alcohol.

## Discografie (selectie)
- Hans Ulrik's Jazz & Mambo: Danish Standards (Stunt Records, 2003)
- John Tchicai / Jonas Müller / Nikolai Munch-Hansen / Kresten Osgood: Coltrane in Spring (ILK Music, 2008)
- Nicolai Munch-Hansen, Peter Laugesen: Det Flimrende Lys Over Brabrand Sø (Stunt, 20167)